# Лято, Гжегож
Гже́гож Болесла́в Ля́то (пол. Grzegorz Bolesław Lato; 8 апреля 1950, Мальборк, Польская Народная Республика) — польский футболист, правый вингер, один из лучших игроков в истории сборной Польши. По окончании карьеры работал тренером ряда польских футбольных клубов, позднее занялся политической деятельностью. Сенатор Польши в 2001—2005 годах. С 30 октября 2008 года по 28 октября 2012 года — Президент Польского Футбольного Союза.
Бронзовый призёр чемпионатов мира 1974 и 1982 годов, участник чемпионата мира 1978 года, Олимпийский чемпион 1972 года и серебряный призёр Олимпийских игр 1976 года, двукратный чемпион Польши.
Лучший бомбардир чемпионата мира 1974 года (единственный поляк, удостоившийся этого звания), лучший футболист Польши 1977 и 1981 года, двукратный лучший бомбардир чемпионата Польши. Занимает сотое место в списке лучших футболистов Европы XX века по версии МФФИИС. Бывший рекордсмен сборной Польши по количеству проведённых игр. До 2009 года возглавлял Общество почётных игроков сборной.

## Карьера

### Клубная
Гжегож Лято пришёл в «Сталь» из Мелеца в возрасте двенадцати лет. Перед началом сезона 1969/70 он был переведён в основной состав клуба, который тогда выступал во второй лиге Польши. В первом же сезоне Лято, сыгравший в 23-х матчах и забивший 6 голов, помог своей команде выйти в высшую лигу. На протяжении десяти последующих сезонов Лято выступал за «Сталь», за это время он дважды стал чемпионом Польши, один раз серебряным призёром чемпионата, дважды бронзовым призёром, дошёл до финала Кубка Польши и четвертьфинала Кубка УЕФА. У Лято было много возможностей перейти в более именитые польские клубы, однако, в те годы у него в «Стали» была очень хорошая зарплата, поэтому в Польше Лято выступал только за один клуб. После чемпионата мира 1974 года Гжегожем интересовался «Кёльн», но партийное руководство отказало немецкому клубу. Всего за «Сталь» Лято сыграл 351 официальный матч, в которых забил рекордные 138 голов. В высшей лиге Польши Лято сыграл 272 матча, что также является рекордом для клуба, и забил 111 голов, также на его счету 23 матча и 6 голов во второй лиге.
По законам польского футбольного союза, в те годы, польские игроки не могли уезжать за границу до достижения 30-летнего возраста, поэтому только в 1980 году Лято смог покинуть родину, перейдя в бельгийский «Локерен», в котором уже долгое время играл его бывший партнёр по сборной Влодзимеж Любаньский, при этом Лято отклонил личное предложение самого Пеле перейти в «Нью-Йорк Космос» и предложение перейти во французский «Мец». В первом же сезоне Лято помог «Локерену» добиться наивысших результатов за всю историю клуба, чемпионат они закончили на втором месте, в Кубке Бельгии дошли до финала, а в Кубке УЕФА до четвертьфинала. Второй сезон «Локерен» провёл уже не так удачно и после его окончания Лято отправился за океан, выступать за мексиканский клуб «Атланте». Всего за «Локерен» в чемпионате Бельгии Лято сыграл 64 матча и забил 12 голов.
В Мексике Лято также отыграл 2 сезона, став за это время обладателем Кубка чемпионов КОНКАКАФ 1983 года. За «Атланте» Лято сыграл 45 матчей в чемпионате Мексики и забил 16 голов. Продолжить карьеру ему помешала травма ахиллова сухожилия, из-за которой ему пришлось перенести две операции. После окончания профессиональной карьеры Гжегож Лято перебрался в канадский город Гамильтон, где открыл магазин по продаже спортивной одежды, а в свободное время выступал за любительскую команду «Полония».

### В сборной
В сборной Польши Гжегож Лято официально дебютировал 17 ноября 1971 года в отборочном матче чемпионата Европы 1972 года со сборной ФРГ, завершившимся нулевой ничьей. За неделю до этого матча, 10 ноября, он сыграл в отборочном матче Олимпийских игр 1972 года со сборной Испании, тот матч завершился победой поляков со счётом 2:0, но матч не считается официальным.
В 1972 году Лято в составе сборной поехал в Мюнхен на XX летние Олимпийские игры. На той Олимпиаде Лято сыграл всего лишь однажды, выйдя на поле во втором тайме матча с датчанами вместо Йоахима Маркса. Несмотря на это, сборная Польши стала чемпионом.
17 октября 1973 года Лято принял участие в знаменитом матче с англичанами на «Уэмбли». Англичанам для выхода в финальную стадию требовалась только победа, но поляки благодаря выдающейся игре своего вратаря Яна Томашевского сумели сыграть матч вничью со счётом 1:1 и вышли в финальную часть мирового первенства. А так как 6 июня 1973 года в первом отборочном матче чемпионата мира 1974 со сборной Англии тяжелейшую травму получил Влодзимеж Любаньский, бывший тогда основным игроком сборной, Лято в 1974 году отправился на чемпионат мира в качестве замены Любаньского в основе. В итоге этот турнир стал настоящим «звёздным часом» футболиста. Он сыграл во всех семи матчах своей сборной и забил семь голов, что позволило ему стать первым и единственным поляком — лучшим бомбардиром чемпионата мира. На том чемпионате сборная Польши завоевала бронзовые медали, обыграв в матче за третье место сборную Бразилии со счётом 1:0, причём единственный гол в том матче забил Лято.

Я очень хорошо помню этот матч. Не только наш голкипер Томашевский был великолепен в тот день, наши защитники также были в фантастической форме. Последние три минуты были самыми долгими во всей моей карьере. Каждая секунда длилась час. Казалось, что время просто остановилось.— Гжегож Лято о знаменитом матче с англичанами на «Уэмбли»
В 1976 году Лято вновь отправился на Олимпийские игры. На этот раз он уже был основным игроком своей сборной, но Польша дойдя до финала уступила в нём сборной ГДР со счётом 1:3, единственный гол Польши в финале вновь забил Лято.
В 1978 году Лято принял участие в своём втором чемпионате мира. Поляки вышли во второй раунд, но заняли в группе лишь третье место и отправились домой, а сам Лято принял участие во всех шести матчах и забил два гола.
В 1982 году Лято поехал на свой третий и последний чемпионат мира, он сыграл во всех семи матчах своей сборной и забил один гол, который стал для него десятым на чемпионатах мира. На том чемпионате поляки вновь завоевали бронзовые медали, обыграв в матче за третье место сборную Франции со счётом 3:2. Всего на чемпионатах мира Лято сыграл 20 матчей и забил 10 голов, столько же матчей у бразильца Кафу, а больше него сыграли только его соотечественник Владислав Жмуда, Уве Зеелер, Диего Марадона (по 21 матчу), Паоло Мальдини (23 матча) и Лотар Маттеус (25 матчей).
Своё последнее выступление за сборную Лято провёл 17 апреля 1984 года в товарищеском матче со сборной Бельгии, тот матч завершился поражением поляков со счётом 0:1. Всего же за национальную сборную Гжегож Лято сыграл 95 матчей, в которых забил 42 гола. В шести матчах он выходил на поле в качестве капитана сборной. Также на счету Лято 9 матчей и 3 гола за олимпийскую сборную Польши.

## После завершения карьеры игрока
После завершения карьеры игрока Гжегож Лято стал тренером, трижды он назначался главным тренером своего родного клуба «Сталь», однако никаких серьёзных достижений с клубом не добивался. В 1994 году был кандидатом на пост главного тренера сборной Польши, но тогда Лято выдвинул условия, которые оказались неприемлемыми для Польского Футбольного союза.
С 2001 по 2005 год, как член союза демократических левых сил, был сенатором Польши.
30 октября 2008 года был избран президентом Польского Футбольного союза. Набрав 57 голосов из 113 возможных он опередил Ждислава Крецину и бывшего партнёра по сборной Збигнева Бонека.
В 2011 году был кандидатом в исполком УЕФА, однако набрал всего 2 голоса во втором раунде и не смог пройти в комитет.

## Достижения

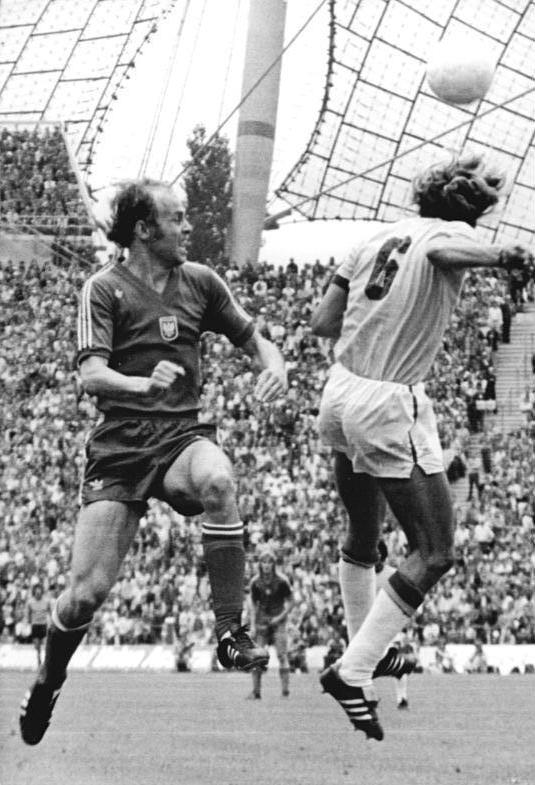
Гжегож Лято в борьбе с защитником бразильской сборной Мариньо Шагасом в матче за третье место на чемпионате мира 1974 года.

### Командные
Сборная Польши
- Бронзовый призёр чемпионата мира (2): 1974, 1982
- Победитель Олимпийских игр: 1972
- Серебряный призёр Олимпийских игр: 1976

 «Сталь» (Мелец)
- Чемпион Польши (2): 1973, 1976
- Финалист Кубка Польши: 1976
- Обладатель Международного футбольного кубка: 1971
- Итого: 3 трофея

 «Локерен»
- Серебряный призёр чемпионата Бельгии: 1980/81
- Финалист Кубка Бельгии: 1981

 «Атланте»
- Обладатель Кубка чемпионов КОНКАКАФ: 1983

### Личные
- Офицер ордена Возрождения Польши (1982)
- Кавалер ордена Возрождения Польши (1974)
- Золотой Крест Заслуги (1972)[22]
- Номинант на «Золотой мяч» (3): 1974, 1975, 1981
- Футболист года в Польше (2): 1977, 1981
- Лучший бомбардир чемпионата мира: 1974 (7 голов)
- Лучший бомбардир чемпионата Польши (2): 1973 (13 голов), 1975 (19 голов)
- 100-е место в списке лучших футболистов Европы XX века по версии МФФИИС
- Рекордсмен сборной Польши по количеству голов на чемпионатах мира: 10 голов
- Входит в символическую сборную чемпионата мира 1974 года
- Заслуженный мастер спорта Польши

## Клубная статистика
| Сезон   | Чемпионат Польши | Чемпионат Польши | Кубок Польши | Кубок Польши | Кубок европейских чемпионов | Кубок европейских чемпионов | Кубок УЕФА | Кубок УЕФА | Международный футбольный кубок | Международный футбольный кубок | Итого | Итого |
| Сезон   | Игры             | Голы             | Игры         | Голы         | Игры                        | Голы                        | Игры       | Голы       | Игры                           | Голы                           | Игры  | Голы  |
| ------- | ---------------- | ---------------- | ------------ | ------------ | --------------------------- | --------------------------- | ---------- | ---------- | ------------------------------ | ------------------------------ | ----- | ----- |
| 1969/70 | 23               | 6                | ?            | ?            | 0                           | 0                           | 0          | 0          | 0                              | 0                              | 23+   | 6+    |
| 1970/71 | ?                | 11               | ?            | ?            | 0                           | 0                           | 0          | 0          | ?                              | ?                              | ?     | 11+   |
| 1971/72 | ?                | ?                | ?            | ?            | 0                           | 0                           | 0          | 0          | ?                              | ?                              | ?     | ?     |
| 1972/73 | 24               | 13               | ?            | ?            | 0                           | 0                           | 0          | 0          | 0                              | 0                              | 24+   | 13+   |
| 1973/74 | ?                | 13               | ?            | ?            | 2                           | 1                           | 0          | 0          | 0                              | 0                              | 2+    | 14    |
| 1974/75 | ?                | 19               | ?            | ?            | 0                           | 0                           | 0          | 0          | 0                              | 0                              | ?     | 19+   |
| 1975/76 | 30               | 14               | 4+           | 3            | 0                           | 0                           | 6+         | 0+         | 0                              | 0                              | 40+   | 17+   |
| 1976/77 | ?                | ?                | ?            | ?            | 2                           | 0                           | 0          | 0          | 0                              | 0                              | 2+    | 0+    |
| 1977/78 | ?                | ?                | ?            | ?            | 0                           | 0                           | 0          | 0          | 0                              | 0                              | ?     | ?     |
| 1978/79 | ?                | ?                | ?            | ?            | 0                           | 0                           | 0          | 0          | 0                              | 0                              | ?     | ?     |
| 1979/80 | ?                | ?                | ?            | ?            | 0                           | 0                           | ?          | ?          | 0                              | 0                              | ?     | ?     |
| Итого   | 295              | 117              | 4+           | 3+           | 4                           | 1                           | 6+         | 0+         | ?                              | ?                              | 351   | 138   |

| Сезон   | Чемпионат Бельгии | Чемпионат Бельгии | Кубок Бельгии | Кубок Бельгии | Кубок УЕФА | Кубок УЕФА | Итого | Итого |
| Сезон   | Игры              | Голы              | Игры          | Голы          | Игры       | Голы       | Игры  | Голы  |
| ------- | ----------------- | ----------------- | ------------- | ------------- | ---------- | ---------- | ----- | ----- |
| 1980/81 | 33                | 6                 | 8             | 5             | 7          | 1          | 41+   | 7+    |
| 1981/82 | 31                | 6                 | ?             | ?             | 6          | 2          | 37+   | 8+    |
| Итого   | 64                | 12                | 1+            | 0+            | 13         | 3          | 78+   | 15+   |

| Сезон   | Чемпионат Мексики | Чемпионат Мексики | Плей-офф | Плей-офф | Кубок чемпионов КОНКАКАФ | Кубок чемпионов КОНКАКАФ | Итого | Итого |
| Сезон   | Игры              | Голы              | Игры     | Голы     | Игры                     | Голы                     | Игры  | Голы  |
| ------- | ----------------- | ----------------- | -------- | -------- | ------------------------ | ------------------------ | ----- | ----- |
| 1982/83 | 36                | 15                | 2        | 0        | 2+                       | 2                        | 40+   | 17    |
| 1983/84 | 5                 | 1                 | 2        | 0        | 0                        | 0                        | 7     | 1     |
| Итого   | 41                | 16                | 4        | 0        | 2+                       | 2                        | 47+   | 18    |

## Статистика в сборной
| Матчи и голы Гжегожа Лято за сборную Польши | Матчи и голы Гжегожа Лято за сборную Польши | Матчи и голы Гжегожа Лято за сборную Польши | Матчи и голы Гжегожа Лято за сборную Польши | Матчи и голы Гжегожа Лято за сборную Польши | Матчи и голы Гжегожа Лято за сборную Польши | Матчи и голы Гжегожа Лято за сборную Польши |
| ------------------------------------------- | ------------------------------------------- | ------------------------------------------- | ------------------------------------------- | ------------------------------------------- | ------------------------------------------- | ------------------------------------------- |
| №                                           | Дата                                        | Место проведения                            | Соперник                                    | Счёт                                        | Голы                                        | Турнир                                      |
| 1                                           | 17 ноября 1971                              | Гамбург                                     | ФРГ                                         | 0:0                                         | -                                           | Отборочный матч к ЧЕ 1972                   |
| 2                                           | 5 декабря 1971                              | Измир                                       | Турция                                      | 0:1                                         | -                                           | Отборочный матч к ЧЕ 1972                   |
| 3                                           | 23 марта 1973                               | Лодзь                                       | США                                         | 4:0                                         | -                                           | Товарищеский матч                           |
| 4                                           | 19 августа 1973                             | Варна                                       | Болгария                                    | 2:0                                         | 2                                           | Товарищеский матч                           |
| 5                                           | 26 сентября 1973                            | Хожув                                       | Уэльс                                       | 3:0                                         | 1                                           | Отборочный матч к ЧМ 1974                   |
| 6                                           | 10 октября 1973                             | Роттердам                                   | Нидерланды                                  | 1:1                                         | -                                           | Товарищеский матч                           |
| 7                                           | 17 октября 1973                             | Лондон                                      | Англия                                      | 1:1                                         | -                                           | Отборочный матч к ЧМ 1974                   |
| 8                                           | 21 октября 1973                             | Дублин                                      | Ирландия                                    | 0:1                                         | -                                           | Товарищеский матч                           |
| 9                                           | 17 апреля 1974                              | Льеж                                        | Бельгия                                     | 1:1                                         | -                                           | Товарищеский матч                           |
| 10                                          | 15 мая 1974                                 | Варшава                                     | Греция                                      | 2:0                                         | 1                                           | Товарищеский матч                           |
| 11                                          | 15 июня 1974                                | Штутгарт                                    | Аргентина                                   | 3:2                                         | 2                                           | Чемпионат мира 1974                         |
| 12                                          | 19 июня 1974                                | Мюнхен                                      | Гаити                                       | 7:0                                         | 2                                           | Чемпионат мира 1974                         |
| 13                                          | 23 июня 1974                                | Штутгарт                                    | Италия                                      | 2:1                                         | -                                           | Чемпионат мира 1974                         |
| 14                                          | 26 июня 1974                                | Штутгарт                                    | Швеция                                      | 1:0                                         | 1                                           | Чемпионат мира 1974                         |
| 15                                          | 30 июня 1974                                | Франкфурт-на-Майне                          | Югославия                                   | 2:1                                         | 1                                           | Чемпионат мира 1974                         |
| 16                                          | 3 июля 1974                                 | Франкфурт-на-Майне                          | ФРГ                                         | 0:1                                         | -                                           | Чемпионат мира 1974                         |
| 17                                          | 6 июля 1974                                 | Мюнхен                                      | Бразилия                                    | 1:0                                         | 1                                           | Чемпионат мира 1974                         |
| 18                                          | 1 сентября 1974                             | Хельсинки                                   | Финляндия                                   | 2:1                                         | 1                                           | Отборочный матч к ЧЕ 1976                   |
| 19                                          | 4 сентября 1974                             | Варшава                                     | ГДР                                         | 1:3                                         | 1                                           | Товарищеский матч                           |
| 20                                          | 7 сентября 1974                             | Вроцлав                                     | Франция                                     | 0:2                                         | -                                           | Товарищеский матч                           |
| 21                                          | 9 октября 1974                              | Познань                                     | Финляндия                                   | 3:0                                         | 1                                           | Отборочный матч к ЧЕ 1976                   |
| 22                                          | 13 ноября 1974                              | Прага                                       | Чехословакия                                | 2:2                                         | -                                           | Отборочный матч к ЧЕ 1976                   |
| 23                                          | 26 марта 1975                               | Познань                                     | США                                         | 7:0                                         | 2                                           | Товарищеский матч                           |
| 24                                          | 19 апреля 1975                              | Рим                                         | Италия                                      | 0:0                                         | -                                           | Отборочный матч к ЧЕ 1976                   |
| 25                                          | 28 мая 1975                                 | Галле                                       | ГДР                                         | 2:1                                         | 1                                           | Товарищеский матч                           |
| 26                                          | 24 июня 1975                                | Сиэтл                                       | США                                         | 4:0                                         | 1                                           | Товарищеский матч                           |
| 27                                          | 6 июля 1975                                 | Монреаль                                    | Канада                                      | 8:1                                         | 3                                           | Товарищеский матч                           |
| 28                                          | 9 июля 1975                                 | Торонто                                     | Канада                                      | 4:1                                         | -                                           | Товарищеский матч                           |
| 29                                          | 10 сентября 1975                            | Хожув                                       | Нидерланды                                  | 4:1                                         | 1                                           | Отборочный матч к ЧЕ 1976                   |
| 30                                          | 8 октября 1975                              | Лодзь                                       | Венгрия                                     | 4:2                                         | -                                           | Товарищеский матч                           |
| 31                                          | 15 октября 1975                             | Амстердам                                   | Нидерланды                                  | 0:3                                         | -                                           | Отборочный матч к ЧЕ 1976                   |
| 32                                          | 26 октября 1975                             | Варшава                                     | Италия                                      | 0:0                                         | -                                           | Отборочный матч к ЧЕ 1976                   |
| 33                                          | 24 марта 1976                               | Хожув                                       | Аргентина                                   | 1:2                                         | -                                           | Товарищеский матч                           |
| 34                                          | 24 апреля 1976                              | Ланс                                        | Франция                                     | 0:2                                         | -                                           | Товарищеский матч                           |
| 35                                          | 6 мая 1976                                  | Афины                                       | Греция                                      | 0:1                                         | -                                           | Товарищеский матч                           |
| 36                                          | 11 мая 1976                                 | Базель                                      | Швейцария                                   | 1:2                                         | -                                           | Товарищеский матч                           |
| 37                                          | 26 мая 1976                                 | Познань                                     | Ирландия                                    | 0:2                                         | -                                           | Товарищеский матч                           |
| 38                                          | 16 октября 1976                             | Порту                                       | Португалия                                  | 2:0                                         | 2                                           | Отборочный матч к ЧМ 1978                   |
| 39                                          | 13 апреля 1977                              | Будапешт                                    | Венгрия                                     | 1:2                                         | -                                           | Товарищеский матч                           |
| 40                                          | 24 апреля 1977                              | Дублин                                      | Ирландия                                    | 0:0                                         | -                                           | Товарищеский матч                           |
| 41                                          | 1 мая 1977                                  | Копенгаген                                  | Дания                                       | 2:1                                         | -                                           | Отборочный матч к ЧМ 1978                   |
| 42                                          | 15 мая 1977                                 | Лимасол                                     | Кипр                                        | 3:1                                         | 1                                           | Отборочный матч к ЧМ 1978                   |
| 43                                          | 29 мая 1977                                 | Буэнос-Айрес                                | Аргентина                                   | 1:3                                         | 1                                           | Товарищеский матч                           |
| 44                                          | 10 июня 1977                                | Лима                                        | Перу                                        | 3:1                                         | -                                           | Товарищеский матч                           |
| 45                                          | 12 июня 1977                                | Ла-Пас                                      | Боливия                                     | 2:1                                         | 1                                           | Товарищеский матч                           |
| 46                                          | 19 июня 1977                                | Сан-Паулу                                   | Бразилия                                    | 1:3                                         | -                                           | Товарищеский матч                           |
| 47                                          | 24 августа 1977                             | Вена                                        | Австрия                                     | 1:2                                         | -                                           | Товарищеский матч                           |
| 48                                          | 7 сентября 1977                             | Волгоград                                   | СССР                                        | 1:4                                         | 1                                           | Товарищеский матч                           |
| 49                                          | 21 сентября 1977                            | Хожув                                       | Дания                                       | 4:1                                         | 1                                           | Отборочный матч к ЧМ 1978                   |
| 50                                          | 29 октября 1977                             | Хожув                                       | Португалия                                  | 1:1                                         | -                                           | Отборочный матч к ЧМ 1978                   |
| 51                                          | 22 марта 1978                               | Люксембург                                  | Люксембург                                  | 3:1                                         | -                                           | Товарищеский матч                           |
| 52                                          | 5 апреля 1978                               | Познань                                     | Греция                                      | 5:2                                         | 1                                           | Товарищеский матч                           |
| 53                                          | 12 апреля 1978                              | Лодзь                                       | Ирландия                                    | 3:0                                         | -                                           | Товарищеский матч                           |
| 54                                          | 26 апреля 1978                              | Варшава                                     | Болгария                                    | 1:0                                         | 1                                           | Товарищеский матч                           |
| 55                                          | 1 июня 1978                                 | Буэнос-Айрес                                | ФРГ                                         | 0:0                                         | -                                           | Чемпионат мира 1978                         |
| 56                                          | 6 июня 1978                                 | Росарио                                     | Тунис                                       | 1:0                                         | 1                                           | Чемпионат мира 1978                         |
| 57                                          | 10 июня 1978                                | Росарио                                     | Мексика                                     | 3:1                                         | -                                           | Чемпионат мира 1978                         |
| 58                                          | 14 июня 1978                                | Росарио                                     | Аргентина                                   | 0:2                                         | -                                           | Чемпионат мира 1978                         |
| 59                                          | 18 июня 1978                                | Мендоса                                     | Перу                                        | 1:0                                         | -                                           | Чемпионат мира 1978                         |
| 60                                          | 21 июня 1978                                | Мендоса                                     | Бразилия                                    | 1:3                                         | 1                                           | Чемпионат мира 1978                         |
| 61                                          | 6 сентября 1978                             | Рейкьявик                                   | Исландия                                    | 2:0                                         | 1                                           | Отборочный матч к ЧЕ 1980                   |
| 62                                          | 11 октября 1978                             | Бухарест                                    | Румыния                                     | 0:1                                         | -                                           | Товарищеский матч                           |
| 63                                          | 11 ноября 1978                              | Вроцлав                                     | Швейцария                                   | 2:0                                         | -                                           | Отборочный матч к ЧЕ 1980                   |
| 64                                          | 18 февраля 1979                             | Тунис                                       | Тунис                                       | 2:0                                         | -                                           | Товарищеский матч                           |
| 65                                          | 21 февраля 1979                             | Алжир                                       | Алжир                                       | 1:0                                         | 1                                           | Товарищеский матч                           |
| 66                                          | 4 апреля 1979                               | Хожув                                       | Венгрия                                     | 1:1                                         | 1                                           | Товарищеский матч                           |
| 67                                          | 18 апреля 1979                              | Лейпциг                                     | ГДР                                         | 1:2                                         | -                                           | Отборочный матч к ЧЕ 1980                   |
| 68                                          | 2 мая 1979                                  | Хожув                                       | Нидерланды                                  | 2:0                                         | -                                           | Отборочный матч к ЧЕ 1980                   |
| 69                                          | 29 августа 1979                             | Варшава                                     | Румыния                                     | 3:0                                         | 1                                           | Товарищеский матч                           |
| 70                                          | 12 сентября 1979                            | Лозанна                                     | Швейцария                                   | 2:0                                         | -                                           | Отборочный матч к ЧЕ 1980                   |
| 71                                          | 26 сентября 1979                            | Хожув                                       | ГДР                                         | 1:1                                         | -                                           | Отборочный матч к ЧЕ 1980                   |
| 72                                          | 10 октября 1979                             | Краков                                      | Исландия                                    | 2:0                                         | -                                           | Отборочный матч к ЧЕ 1980                   |
| 73                                          | 17 октября 1979                             | Амстердам                                   | Нидерланды                                  | 1:1                                         | -                                           | Отборочный матч к ЧЕ 1980                   |
| 74                                          | 26 марта 1980                               | Будапешт                                    | Венгрия                                     | 1:2                                         | 1                                           | Товарищеский матч                           |
| 75                                          | 2 апреля 1980                               | Брюссель                                    | Бельгия                                     | 1:2                                         | 1                                           | Товарищеский матч                           |
| 76                                          | 19 апреля 1980                              | Турин                                       | Италия                                      | 2:2                                         | -                                           | Товарищеский матч                           |
| 77                                          | 26 апреля 1980                              | Борово Населье                              | Югославия                                   | 1:2                                         | -                                           | Товарищеский матч                           |
| 78                                          | 13 мая 1980                                 | Франкфурт-на-Майне                          | ФРГ                                         | 1:3                                         | -                                           | Товарищеский матч                           |
| 79                                          | 28 мая 1980                                 | Познань                                     | Шотландия                                   | 1:0                                         | -                                           | Товарищеский матч                           |
| 80                                          | 22 июня 1980                                | Варшава                                     | Ирак                                        | 3:0                                         | 1                                           | Товарищеский матч                           |
| 81                                          | 29 июня 1980                                | Сан-Паулу                                   | Бразилия                                    | 1:1                                         | 1                                           | Товарищеский матч                           |
| 82                                          | 2 июля 1980                                 | Санта-Крус-де-ла-Сьерра                     | Боливия                                     | 1:0                                         | -                                           | Товарищеский матч                           |
| 83                                          | 9 июля 1980                                 | Богота                                      | Колумбия                                    | 4:1                                         | -                                           | Товарищеский матч                           |
| 84                                          | 24 сентября 1980                            | Хожув                                       | Чехословакия                                | 1:1                                         | -                                           | Товарищеский матч                           |
| 85                                          | 2 мая 1981                                  | Хожув                                       | ГДР                                         | 1:0                                         | -                                           | Отборочный матч к ЧМ 1982                   |
| 86                                          | 10 октября 1981                             | Лейпциг                                     | ГДР                                         | 3:2                                         | -                                           | Отборочный матч к ЧМ 1982                   |
| 87                                          | 18 ноября 1981                              | Лодзь                                       | Испания                                     | 2:3                                         | -                                           | Товарищеский матч                           |
| 88                                          | 14 июня 1982                                | Виго                                        | Италия                                      | 0:0                                         | -                                           | Чемпионат мира 1982                         |
| 89                                          | 19 июня 1982                                | Ла-Корунья                                  | Камерун                                     | 0:0                                         | -                                           | Чемпионат мира 1982                         |
| 90                                          | 22 июня 1982                                | Ла-Корунья                                  | Перу                                        | 5:1                                         | 1                                           | Чемпионат мира 1982                         |
| 91                                          | 28 июня 1982                                | Барселона                                   | Бельгия                                     | 3:0                                         | -                                           | Чемпионат мира 1982                         |
| 92                                          | 4 июля 1982                                 | Барселона                                   | СССР                                        | 0:0                                         | -                                           | Чемпионат мира 1982                         |
| 93                                          | 8 июля 1982                                 | Барселона                                   | Италия                                      | 0:2                                         | -                                           | Чемпионат мира 1982                         |
| 94                                          | 10 июля 1982                                | Аликанте                                    | Франция                                     | 3:2                                         | -                                           | Чемпионат мира 1982                         |
| 95                                          | 17 апреля 1984                              | Варшава                                     | Бельгия                                     | 0:1                                         | -                                           | Товарищеский матч                           |

Итого: 95 матчей / 42 гола; 49 побед, 19 ничьих, 27 поражений.
| Матчи и голы Гжегожа Лято за олимпийскую сборную Польши | Матчи и голы Гжегожа Лято за олимпийскую сборную Польши | Матчи и голы Гжегожа Лято за олимпийскую сборную Польши | Матчи и голы Гжегожа Лято за олимпийскую сборную Польши | Матчи и голы Гжегожа Лято за олимпийскую сборную Польши | Матчи и голы Гжегожа Лято за олимпийскую сборную Польши | Матчи и голы Гжегожа Лято за олимпийскую сборную Польши |
| ------------------------------------------------------- | ------------------------------------------------------- | ------------------------------------------------------- | ------------------------------------------------------- | ------------------------------------------------------- | ------------------------------------------------------- | ------------------------------------------------------- |
| №                                                       | Дата                                                    | Место проведения                                        | Соперник                                                | Счёт                                                    | Голы                                                    | Турнир                                                  |
| 1                                                       | 10 ноября 1971                                          | Хихон                                                   | Испания                                                 | 2:0                                                     | -                                                       | Отборочный матч к ОИ 1972                               |
| 2                                                       | 26 апреля 1972                                          | Щецин                                                   | Испания                                                 | 2:0                                                     | -                                                       | Отборочный матч к ОИ 1972                               |
| 3                                                       | 3 сентября 1972                                         | Регенсбург                                              | Дания                                                   | 1:1                                                     | -                                                       | Олимпиада 1972                                          |
| 4                                                       | 30 июня 1976                                            | Хожув                                                   | Бразилия                                                | 3:0                                                     | -                                                       | Товарищеский матч                                       |
| 5                                                       | 18 июля 1976                                            | Оттава                                                  | Куба                                                    | 0:0                                                     | -                                                       | Олимпиада 1976                                          |
| 6                                                       | 22 июля 1976                                            | Монреаль                                                | Иран                                                    | 3:2                                                     | -                                                       | Олимпиада 1976                                          |
| 7                                                       | 25 июля 1976                                            | Монреаль                                                | КНДР                                                    | 5:0                                                     | 2                                                       | Олимпиада 1976                                          |
| 8                                                       | 27 июля 1976                                            | Монреаль                                                | Бразилия                                                | 2:0                                                     | -                                                       | Олимпиада 1976                                          |
| 9                                                       | 31 июля 1976                                            | Монреаль                                                | ГДР                                                     | 1:3                                                     | 1                                                       | Олимпиада 1976                                          |

Итого: 9 матчей / 3 гола; 6 побед, 2 ничьих, 1 поражение.
| Год   | Финальные матчи ЧМ | Финальные матчи ЧМ | Отборочные матчи ЧМ | Отборочные матчи ЧМ | Отборочные матчи ЧЕ | Отборочные матчи ЧЕ | Товарищеские матчи | Товарищеские матчи | Итого | Итого |
| Год   | Игры               | Голы               | Игры                | Голы                | Игры                | Голы                | Игры               | Голы               | Игры  | Голы  |
| ----- | ------------------ | ------------------ | ------------------- | ------------------- | ------------------- | ------------------- | ------------------ | ------------------ | ----- | ----- |
| 1971  | 0                  | 0                  | 0                   | 0                   | 2                   | 0                   | 0                  | 0                  | 2     | 0     |
| 1972  | 0                  | 0                  | 0                   | 0                   | 0                   | 0                   | 0                  | 0                  | 0     | 0     |
| 1973  | 0                  | 0                  | 2                   | 1                   | 0                   | 0                   | 4                  | 2                  | 6     | 3     |
| 1974  | 7                  | 7                  | 0                   | 0                   | 3                   | 2                   | 4                  | 2                  | 14    | 11    |
| 1975  | 0                  | 0                  | 0                   | 0                   | 4                   | 1                   | 6                  | 7                  | 10    | 8     |
| 1976  | 0                  | 0                  | 1                   | 2                   | 0                   | 0                   | 5                  | 0                  | 6     | 2     |
| 1977  | 0                  | 0                  | 4                   | 2                   | 0                   | 0                   | 8                  | 3                  | 12    | 5     |
| 1978  | 6                  | 2                  | 0                   | 0                   | 2                   | 1                   | 5                  | 2                  | 13    | 5     |
| 1979  | 0                  | 0                  | 0                   | 0                   | 6                   | 0                   | 4                  | 3                  | 10    | 3     |
| 1980  | 0                  | 0                  | 0                   | 0                   | 0                   | 0                   | 11                 | 4                  | 11    | 4     |
| 1981  | 0                  | 0                  | 2                   | 0                   | 0                   | 0                   | 1                  | 0                  | 3     | 0     |
| 1982  | 7                  | 1                  | 0                   | 0                   | 0                   | 0                   | 0                  | 0                  | 7     | 1     |
| 1983  | 0                  | 0                  | 0                   | 0                   | 0                   | 0                   | 0                  | 0                  | 0     | 0     |
| 1984  | 0                  | 0                  | 0                   | 0                   | 0                   | 0                   | 1                  | 0                  | 1     | 0     |
| Итого | 20                 | 10                 | 9                   | 5                   | 17                  | 4                   | 49                 | 23                 | 95    | 42    |

| Год   | Финальные матчи ОИ | Финальные матчи ОИ | Отборочные матчи ОИ | Отборочные матчи ОИ | Товарищеские матчи | Товарищеские матчи | Итого | Итого |
| Год   | Игры               | Голы               | Игры                | Голы                | Игры               | Голы               | Игры  | Голы  |
| ----- | ------------------ | ------------------ | ------------------- | ------------------- | ------------------ | ------------------ | ----- | ----- |
| 1971  | 0                  | 0                  | 1                   | 0                   | 0                  | 0                  | 1     | 0     |
| 1972  | 1                  | 0                  | 1                   | 0                   | 0                  | 0                  | 2     | 0     |
| 1973  | 0                  | 0                  | 0                   | 0                   | 0                  | 0                  | 0     | 0     |
| 1974  | 0                  | 0                  | 0                   | 0                   | 0                  | 0                  | 0     | 0     |
| 1975  | 0                  | 0                  | 0                   | 0                   | 0                  | 0                  | 0     | 0     |
| 1976  | 5                  | 3                  | 0                   | 0                   | 1                  | 0                  | 6     | 3     |
| Итого | 6                  | 3                  | 2                   | 0                   | 1                  | 0                  | 9     | 3     |